# Новогодишна вечер
Новогодишната вечер (още Навечерие на Нова година) в григорианския календар (известна също като Ден на старата година или Ден на свети Силвестър в много страни) е в последния ден от годината 31 декември.
В много страни новогодишната нощ се посреща на вечерни празненства, където мнозина танцуват, ядат, пият и палят или гледат фойерверки. Някои християни присъстват на нощна служба. Честванията обикновено се провеждат след полунощ, на Нова година – 1 януари.
Островите Лайн (архипелаг на Кирибати и владението Малки далечни острови на САЩ) и Тонга са между първите места от сушата, посрещащи Новата година, докато остров Бейкър (необитаем атол също от Малките далечени острови на САЩ) и владението Американска Самоа са сред последните.

## Наименования по света
Новогодишната вечер е известна с различни имена по света:
- Ambang/Malam Tahun Baharu/Baru – в Бруней, Индонезия, Малайзия, Сингапур
- Calennig – в Уелс
- Щедрий вечір – на Украйна
- Hogmanay – в Шотландия
- Ōmisoka – в Япония
- Réveillon – в Алжир, Ангола, Бразилия, Валония (в Белгия), Квебек (в Канада), Макао (в Китай), Мозамбик, Португалия, Румъния, Франция
- Silvester (Ден на свети Силвестър) – в Австрия, Босна и Херцеговина, Германия, Израел, Италия, Лихтенщайн, Люксембург, Полша, Русия, Словакия, Словения, Сърбия, Унгария, Франция, Хърватия, Чехия, Швейцария
- Yangi Yil – в Узбекистан
- Канун Нового года – в Русия

## Ден на свети Силвестър
Краят на годината се празнува в Римската империя за първи път през 153 г. пр.н.е., когато началото на годината е преместено от 1 март на 1 януари. Обичаят да се започва годината след декември (дословно: „десети месец“) е древноримски. Месеците за Гай Юлий Цезар – юли и август, са въведени по-късно.
Фестивалите на огъня в края на годината са връщане към традициите на германските народи. Свързването на края на годината с името Силвестър (от латински: silva – гора, откъдето silvestris – горски) е към 1582 г. По онова време григорианската календарна реформа премества последния ден от годината от 24 на 31 декември – деня на смъртта на папа Силвестър I през 335 г. Богослужебният календар посочва деня като свой имен ден от 813 г.